# Spostamento di Lamb

Struttura fine dei livelli energetici dell'idrogeno

In fisica, lo spostamento di Lamb, dal nome del suo scopritore Willis Lamb (1913-2008), è una piccola differenza di energia tra i due livelli energetici ²S1/2 e ²P1/2 dell'atomo di idrogeno. In accordo con la teoria di Dirac gli stati dell'idrogeno con numeri quantici n e j uguali ma con diversi l dovrebbero avere la stessa energia, ma a causa dell'interazione fra l'elettrone ed il vuoto si misura un piccolo spostamento di energia sul livello ²S1/2.
Lamb e Retherford misurarono questo spostamento nel 1947, dando l'avvio ad una revisione delle teorie dell'epoca che portarono alla moderna elettrodinamica quantistica.